# NGC 2976
إن جي سي 2976 مجرة حلزونية غير منتظمة في إتجاة كوكبة الدب الأكبر وعضو صغير في مجموعة مجرات م81، وتقع على بعد حوالي 1° 20′ درجة جنوب غرب م81. وهي مجرة غريبة من نوع Scp، بسبب البنية الداخلية الغريبة حيث تحتوي على العديد من الممرات المظلمة وتكثفات النجمية في القرص الخاص بها .
تم اكتشافها من قبل ويليام هيرشيل في 8 تشرين الثاني 1801، وفهرسها تحت اسم H I.285.